# Blockhead
Blockhead is een videospel dat werd ontwikkeld en uitgegeven door Applaud Software. Het spel kwam in 1996 uit voor de Commodore Amiga. Het spel is een puzzelspel. De speler bestuurt een karakter genaamd Bertie. Het speelveld wordt met bovenaanzicht getoond. De bedoeling van het spel is allerlei blokken door middel van trekken en duwen op hun plek te krijgen. Sommige muren kunnen met dynamiet omver geblazen worden. Zodra alle blokken op hun plek liggen opent zich een deur naar het volgende level. Het spel wordt gespeeld met een tijdslimiet. Hoe sneller het einde van het level gehaald worden des te meer punten kunnen er verdient worden. Ook kunnen er punten verdient worden door het fruit op te rapen. Het spel wordt gespeeld binnen een scherm.
In 1998 werd het spel opgevolgd door Blockhead II.

## Ontvangst
| Beoordeeld door   | Jaar | Score |
| ----------------- | ---- | ----- |
| Amiga Format      | 1997 | 77%   |
| CU Amiga Magazine | 1997 | 67%   |